# Университет Святого Фомы (Фредериктон)
Университет Св. Фомы (аббревиатура STU) — государственный университет в Фредериктоне, Нью-Брансуик, Канада.
Тесно сотрудничает с Университетом Нью-Брансуика.
Основан в 1910 году в Чатеме, позднее переехал во Фредериктон. Около 2000 студентов обучаются преимущественно в области социальных и гуманитарных наук (психология, английский язык, политология и гуманитарные науки, а также коммуникации и государственная политика, криминология, геронтология, права человека и журналистика).